# Sedang
Sedang bylo mezinárodně neuznávané království, které založil 3. června 1888 na území Francouzské Indočíny dobrodruh francouzské národnosti Marie-Charles David de Mayréna. Ten slíbil koloniální správě, že z příslušníků domorodého kmene Sedangů (Xo Dang), žijících v odlehlé části Annamského pohoří, postaví armádu, schopnou čelit případné siamské invazi. Svého vlivu v oblasti však nakonec využil k pokusu vyhlásit vlastní samostatný stát se sídlem v Kon Tumu: prohlásil se králem (v sedangštině agna) s titulem Marie I., vztyčil vlastní vlajku, napsal ústavu, vydával známky a uděloval státní vyznamenání. Přestoupil také na islám a praktikoval mnohoženství.

Královská pečeť

Později se snažil vyjednávat s francouzskou vládou, které nabídl odstoupení „svého“ území výměnou za monopol na místní přírodní bohatství, jinak se spojí s Němci. Když byl odmítnut, vydal se do Hongkongu vyjednávat s Brity, krátce nato zemřel za nevyjasněných okolností na malajském ostrově Tioman a jeho smrtí efemérní státeček definitivně zanikl.
Později se objevily pokusy o obnovení Sedangu, ty však mají evidentní charakter mikronároda.